# Max Clayton
Max James Clayton (Crewe, 9 augustus 1994) is een Engels voetballer die bij voorkeur als aanvaller speelt. Hij tekende in 2014 bij Bolton Wanderers.

## Clubcarrière
Clayton is geboren in Crewe en sloot zich op zesjarige leeftijd aan bij het lokale Crewe Alexandra. Op 22 april 2011 debuteerde hij in het eerste elftal tegen Morecambe. De spits verving tijdens de tweede helft clubicoon Shaun Miller. Hij speelde zijn tweede wedstrijd voor Crewe tegen Wycombe Wanderers. Hij scoorde zijn eerste doelpunt voor Crewe op 5 oktober 2011 tegen Macclesfield Town in de Football League Trophy. Op 19 november 2011 scoorde de Engelse jeugdinternational in de 94e minuut zijn eerste competitiedoelpunt tegen Morecambe. Dat doelpunt betekende winst voor Crewe, nadat Nick Powell eerder in de wedstrijd de gelijkmaker binnen tikte. Hij scoorde zijn tweede doelpunt tegen Accrington Stanley op 21 februari 2012. Op 10 maart 2012 scoorde hij opnieuw het winnende doelpunt in de 94e minuut, ditmaal tegen Gillingham. Op 16 maart 2012 scoorde Clayton een belangrijk doelpunt tegen Southend United om kwalificatie voor de play-offs te verzekeren. In september 2014 tekende Clayton een driejarig contract bij Bolton Wanderers. Op 4 oktober 2014 debuteerde hij in de Championship tegen AFC Bournemouth.

## Interlandcarrière
Clayton is een voormalig Engels jeugdinternational. Hij scoorde 2 doelpunten in 5 wedstrijden voor Engeland -16. Bij Engeland –17 scoorde de spits 4 doelpunten uit 20 wedstrijden. Hij speelde ook 2 wedstrijden bij Engeland –18 en is momenteel actief bij Engeland –19. Hij speelde mee op het WK –17 in 2011 in Mexico. Op 25 juni 2011 scoorde Clayton het tweede doelpunt tegen Uruguay in een met 2-0 gewonnen groepswedstrijd. Eerder bracht Nathaniel Chalobah de Engelsen reeds op voorsprong. In dat toernooi ging Engeland eruit nadat het in de kwartfinale werd uitgeschakeld door Duitsland.